# Castilleja filiflora
Castilleja filiflora är en snyltrotsväxtart som beskrevs av Guy L. Nesom. Castilleja filiflora ingår i släktet målarborstar, och familjen snyltrotsväxter. Inga underarter finns listade i Catalogue of Life.